# Niels Rosenkrantz Schack
Niels Rosenkrantz (von) Schack (1680 – 1731) var en dansk generalmajor og godsejer. Han var fader til Joachim Otto Schack-Rathlou.
Rosenkrantz Schack ejede Sneumgård og Bramsløkke, der efter flere op- og nedture 1717 kom i generalmajor Schacks besiddelse.
Han blev 1714 gift med Sofie Hedevig Raben, datter af den kendte godssamler Emerentia von Levetzau. Denne dynamiske dame havde 1726 købt Ålholm og Bremersvold og i 1732 købte hun af sin svigersøns arvinger Bramsløkke.
I andet ægteskab, som han indgik 1727, giftede han sig med Benedicte Gjertrud von Ingenhaeff (8. marts 1705 – 1728), datter af generalmajor Johann Peter von Ingenhaeff.